# Fritz Nachmann
Fritz Nachmann   (Kreuth, 16 d'agost de 1929) és un conductor de luge alemany, ja retirat, que va competir sota bandera de la República Federal Alemanya durant les dècades de 1950 i 1960.
El 1964 va prendre part en els Jocs Olímpics d'Hivern d'Innsbruck, on abandonà en la prova individual del programa de luge. Quatre anys més tard, als Jocs de Grenoble, va disputar les dues proves del programa de luge. Junt a Wolfgang Winkler guanyà la medalla de bronze en la prova per parelles, mentre en la prova individual fou dissetè.
En el seu palmarès també destaquen tres medalles d'or, una de plata i una de bronze al Campionat del món de luge, i una de plata al Campionat d'Europa.